# Licania splendens
Licania splendens är en tvåhjärtbladig växtart som först beskrevs av Pieter Willem Korthals, och fick sitt nu gällande namn av Ghillean `Iain' Tolmie Prance. Licania splendens ingår i släktet Licania och familjen Chrysobalanaceae. IUCN kategoriserar arten globalt som livskraftig. Inga underarter finns listade i Catalogue of Life.